# Argyrophora arcualis
Argyrophora arcualis är en fjärilsart som beskrevs av John Obadiah Westwood. Argyrophora arcualis ingår i släktet Argyrophora och familjen mätare. Inga underarter finns listade i Catalogue of Life.